# Споменик Црнотравцу неимару
Споменик Црнотравцу неимару налази се у Чубурском парку на углу Улица Максима Горког и Цара Николаja II у београдској општини Врачар.

## Опште информације
Споменик је свечано откривен 16. јуна 2016. године на иницијативу Удружења Црнотраваца у Београду у намери да одају признање свим неимарима, радницима односно градитељима који су дали допринос у развоју градитељства Србије и  Београд учинили препознатљивим.
Израда и постављање споменика финансирана је средствима Удружења Црнотраваца.   Споменик је висине 210 центиметара, постамент је од гранита.
Идејно решење споменика представља фигуру Црнотравца у радничком оделу са качкетом на глави који у једној руци држи мистрију, а у другој тестеру. Споменик је дело вајара Зорана Кузмановића.